# Friedrich Rödel
Friedrich Rödel (* 18. April 1888 in Witzleshofen (Oberfranken); † 5. Februar 1945 in Brandenburg an der Havel) war ein deutscher Politiker (SPD, USPD, KPD) und Widerstandskämpfer gegen den Nationalsozialismus.

## Leben
Rödel stammte aus kleinbäuerlichen Verhältnissen. Nach Absolvierung eines Militärdienstes engagierte er sich politisch und trat im Jahre 1910 der Gewerkschaft und der SPD bei. Beruflich war er als Fräser tätig.
Nach Beginn des Ersten Weltkrieges kam er erneut zum Militär und wurde an der Westfront eingesetzt. Dort wurde er 1915 verwundet und danach aus dem Militärdienst entlassen.
Rödel ging nach Magdeburg und schloss sich der USPD an. Er wurde Vertrauensmann des Deutschen Metallarbeiterverbandes und gehörte zu den maßgeblichen Initiatoren des großen Streiks im Frühjahr 1917. Nach seiner Beteiligung am Januarstreik 1918 wurde er erneut zum Militärdienst eingezogen. Im September 1918 folgte eine erneute Verwundung.
Politisch zählte Rödel zum linken Flügel der USPD. 1920 trat er zur KPD über. Ab 1924 gehörte er dem Magdeburger Stadtrat an und war Mitglied der Bezirksleitung der KPD. 1927 wurde er Redakteur bei der KPD-Zeitung Tribüne.
1933, nach der Machtübernahme der NSDAP, wurde er im Juni verhaftet. Vom Kammergericht Berlin wurde er gemeinsam mit 16 Mitangeklagten im April 1934 zu zweieinhalb Jahren Zuchthaus verurteilt. Die Bedingungen der Haft führten dazu, dass er bereits mit 50 Jahren Invalide war.
Nach seiner Entlassung aus der Haft und dem Angriff Deutschlands auf die Sowjetunion gehörte Rödel zur Widerstandsgruppe um Hermann Danz. Im Zuge der Verhaftung der Gruppe um Anton Saefkow in Berlin, mit der die Gruppe um Danz in Verbindung stand, erfolgte im Juli 1944 eine Verhaftung der Magdeburger Widerstandskämpfer.
Rödel wurde, wie auch Hermann Danz, Johann Schellheimer und Martin Schwantes am 1. November 1944 vom Volksgerichtshof zum Tode verurteilt. Die Hinrichtung erfolgte am 5. Februar 1945 im Zuchthaus Brandenburg.

## Ehrungen
Die Städte Berlin und Magdeburg benannten ihm zu Ehren eine Straße als Rödelstraße.